# Santo António de Vagos
A Freguesia de Santo António de Vagos é uma antiga freguesia portuguesa do Município de Vagos, que tinha 9,64 km² de área e 1 753 habitantes (2011), e, por isso, uma densidade populacional de 181,8 hab/km².
Desde 2013, A Freguesia de Santo António de Vagos foi extinta (agregada) passando o seu território a fazer parte da nova União das Freguesias de Vagos e Santo António.

## População
| 1991  | 2001  | 2011  |
| 1 593 | 1 773 | 1 753 |

Criado pela lei nº 78/85, de 04 de Outubro, com lugares da freguesia de Vagos
| Distribuição da População por Grupos Etários | Distribuição da População por Grupos Etários | Distribuição da População por Grupos Etários | Distribuição da População por Grupos Etários | Distribuição da População por Grupos Etários | Distribuição da População por Grupos Etários | Distribuição da População por Grupos Etários | Distribuição da População por Grupos Etários | Distribuição da População por Grupos Etários | Distribuição da População por Grupos Etários |
| -------------------------------------------- | -------------------------------------------- | -------------------------------------------- | -------------------------------------------- | -------------------------------------------- | -------------------------------------------- | -------------------------------------------- | -------------------------------------------- | -------------------------------------------- | -------------------------------------------- |
| Ano                                          | 0-14 Anos                                    | 15-24 Anos                                   | 25-64 Anos                                   | > 65 Anos                                    |                                              | 0-14 Anos                                    | 15-24 Anos                                   | 25-64 Anos                                   | > 65 Anos                                    |
| 2001                                         | 292                                          | 274                                          | 920                                          | 287                                          |                                              | 16,5%                                        | 15,5%                                        | 51,9%                                        | 16,2%                                        |
| 2011                                         | 271                                          | 187                                          | 958                                          | 337                                          |                                              | 15,5%                                        | 10,7%                                        | 54,6%                                        | 19,2%                                        |